# Plan de sauvetage ou plan d'urgence

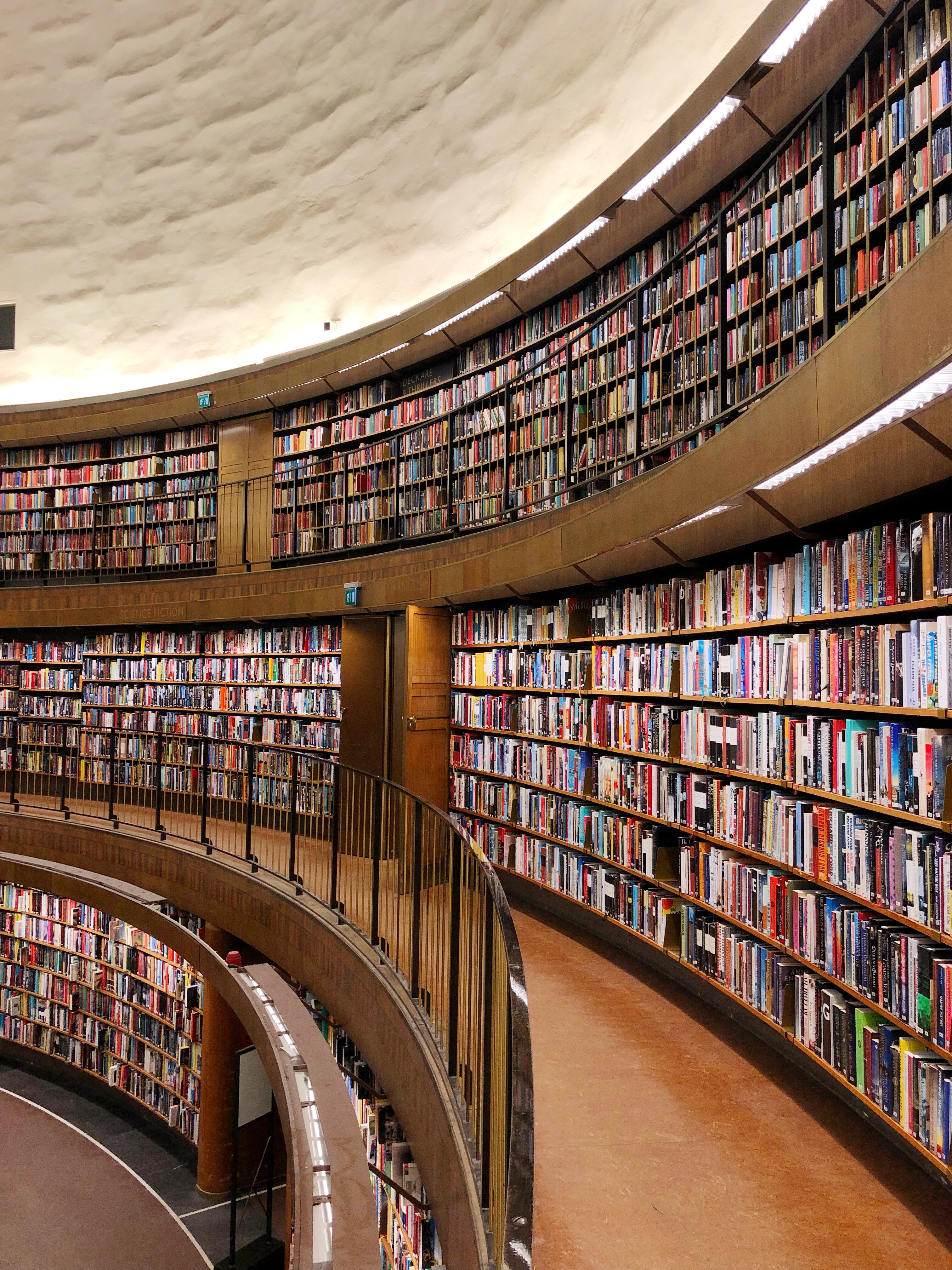

Le plan de sauvetage (ou plan d'urgence) des archives ou d'une bibliothèque permet de prévoir les actions à mener et les fournitures à prévoir après un sinistre pour assurer la meilleure sauvegarde possible des collections.
Le plan d'urgence s'inscrit dans la pratique de gestion du risque dans les institutions culturelles. La mise en place d'un tel plan est un processus en plusieurs étapes. Il permet à l'établissement culturel d'anticiper les sinistres et d'avoir un plan d'action détaillé de prévention et de réponse pour chacun des dangers établis. Cette procédure permet d'améliorer les pratiques de prévention, de former le personnel et d'assurer une réponse rapide et efficace en temps de crise. Le terme « institutions culturelles » regroupe plusieurs types d'organismes, comme:
- les bibliothèques (de tous les milieux);
- les centres d'archives;
- les musées.

## Objectifs d'un plan d'urgence
La réalisation d'un plan d'urgence permet aux institutions culturelles d'anticiper les sinistres et de pouvoir assurer la sauvegarde de leurs collections lorsque ceux-ci se présentent. Cette gestion du risque permet de répondre à trois principaux objectifs: l'identification et la prévention des risques auxquels sont exposés les collections; prévoir les différentes interventions nécessaires pour chacun des risques identifiés; sensibiliser tout le personnel des différents départements aux risques possibles.
Lors de la mise en place de son plan d'urgence, l'institution culturelle réalise un audit interne pour dresser différentes listes: les risques possibles, les mesures de préventions à appliquer; les mesures d'urgence à appliquer pour chaque scénario; les rôles de chacun, tant dans la prévention que dans l'action; l'ordre priorité de conservation des biens. Cette dernière permet l'identification des biens prioritaires à évacuer ou protéger sur place en cas de sinistre et donc un repérage efficace et immédiat dans un moment de crise. Ce travail d'identification des sinistres permet d'indiquer les moyens matériels nécessaires pour prendre en charge les biens lors des différents scénarios. On indique également les mesures nécessaires à prendre pour assurer une bonne traçabilité et une bonne gestion à l'issue de cette prise en charge.

## Gestion du risque dans les institutions culturelles

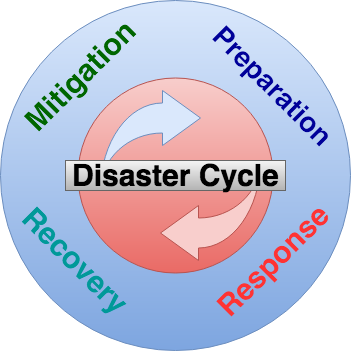

La gestion du risque est une pratique essentielle dans les institutions culturelles. Les sinistres, qu'ils soient de nature humaine ou naturelle, peuvent toucher toutes les régions de tous les pays. Ces désastres n'épargnent pas les institutions culturelles. « Une situation d’urgence, de par sa nature, survient de façon imprévue ». Il incombe donc à ces organismes de se prémunir d'un plan d'urgence pour mettre en place une défense efficace.
La gestion du risque consiste à repérer, définir, évaluer et limiter les risques et menaces, en planifiant des procédures de prévention et de réponse adéquate pour chacun d'eux.
À l'intérieur même d'une institution, se retrouve différents départements, collections et emplacements. Chacun de ces éléments peut avoir un niveau de risque différent. En ce sens, lorsqu'une organisation développe son plan d'urgence, pour protéger ses collections, ses utilisateurs et son personnel, elle doit évaluer chaque unité. Quels sont les risques et menaces spécifiques à chacune d'elles? Comment elles peuvent les prévenir et y répondre? Une fois que toutes les pièces du casse-tête sont évaluées, l'institution peut les assembler pour former un tout et y intégrer les besoins de chaque département.

### Processus de gestion du risque: six étapes essentielles

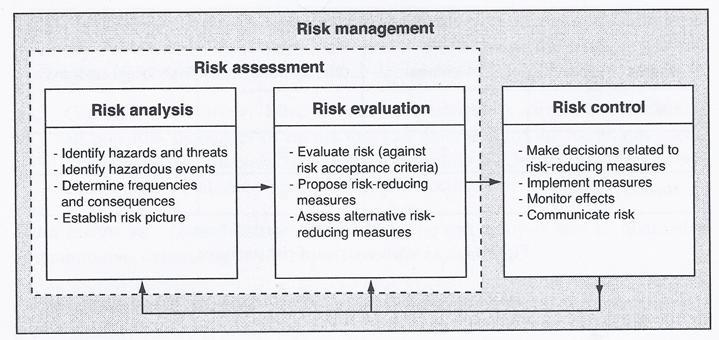

Le livre Risk and insurance management manual for libraries de Mary Breighner, William Payton et Jeanne M. Drewes présente six étapes qui constituent le processus de la gestion du risque:

#### Première étape
Identifier le risque : sous quelle forme pourrait-il se présenter? Où pourrait-il se présenter?

#### Deuxième étape

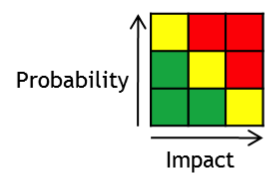

Quantifier et évaluer le risque: quels sont les coûts pour assurer la sécurité du bâtiment, des collections, des membres et du personnel de l'institution? Qu'en coûtera-t-il à l'institution s'il y a un manquement au niveau de la sécurité?

#### Troisième étape
Prévenir le risque: comment l'institution culturelle elle-même, son département de la sécurité et le personnel de ces différents départements peuvent-ils éviter les risques identifiés?

#### Quatrième étape
Prévenir et contrôler les pertes: quelles sont les actions que l'institution peut poser en aval pour prévenir les risques à la sécurité de son personnel et de ses usagers, ainsi que les pertes au sein de ses collections? Quelles sont les actions que peut poser l'institution, lors d'un sinistre, pour contrôler les risques à la sécurité de son personnel et de ses usagers, ainsi que pour limiter les pertes au sein de ses collections? 

#### Cinquième étape
Instaurer une planification financière pour la prévention et la gestion du risque, mais aussi pour la restauration après sinistre.

#### Sixième étape
Réévaluation du plan d'urgence: À quelle fréquence l'institution réévaluera-t-elle ses mesures de sécurité? À quelle fréquence mettra-t-elle à jour ses exercices et entraînements de réponses aux sinistres?

### Les quatre mesures de protection que le plan d'urgence doit couvrir

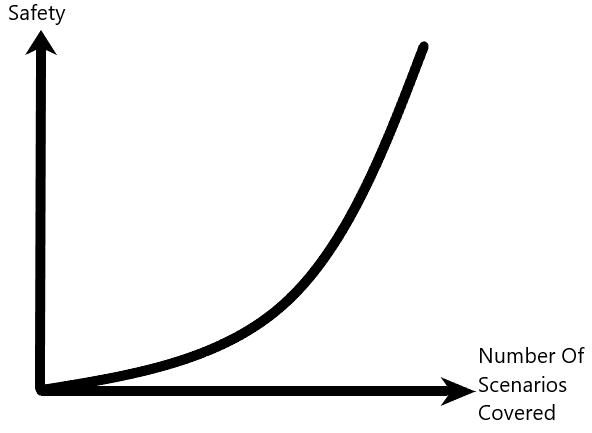

Le plan d’urgence doit répondre à quatre mesures de protection:

#### Prévention
Le plan d’urgence doit déterminer comment éliminer réduire les dangers et leurs conséquences potentielles sur le personnel, les usagers, les collections et les autres biens.

#### Planification préventive
Le plan d’urgence doit préparer et équiper le personnel afin qu’il soit en mesure de faire face aux situations d’urgence identifiées.

#### Intervention
Le plan d’urgence doit permettre de prévenir les blessures et limiter les pertes après les événements.

#### Rétablissement
Le plan d’urgence doit préparer et former le personnel aux tâches et procédures qui seront à réaliser dans le processus de rétablissement de l’activité normale.

### Les principales décisions en matière de sauvetage
- Les tâches à accomplir[9]
- Le nombre d’items[9]
- Les fournitures ou équipements requis pour effectuer les tâches[9]
- Espace requis pour les items[9]
- Les personnes ou les expertises requises pour effectuer les tâches[9]

### Les objectifs de l'intervention d'urgence
Pour qu’une intervention d’urgence soit pleinement efficace, celle-ci doit atteindre dix objectifs:
1. Coordonner les intervenants
2. Sécuriser le site
3. Protéger les personnes
4. Limiter les dommages
5. Sauver les collections
6. Remettre l’édifice en état
7. Obtenir les fournitures et le matériel nécessaires
8. Informer le public
9. Documenter l’incident
10. Payer les factures

### Éléments déterminants de l'efficacité d'un plan d'urgence
Le plan d’urgence doit indiquer quand il faut déclencher les procédures d’intervention, leur ampleur, comment informer le personnel et les usagers du déclenchement de l’état d’urgence et quand déclarer la fin de celui-ci. Il doit également décrire les mesures et procédures à suivre en situation d’urgence dans trois domaines clés de l’institution culturelle:

#### L’organisation
Le plan d’urgence doit informer des rôles qui doivent être assumés par chaque équipe d’intervention. Ainsi que des procédures à suivre pour établir un poste central d’opération à la suite de l’évacuation et pour établir un poste de communication et de relations publiques.

#### Les Personnes
Le plan d’urgence doit fournir les indications pour déterminer à moment le personnel et les usagers doivent être évacués et qui est responsable de prendre cette décision. Ainsi que les procédures à suivre pour établir un abri d’urgence. Celles pour contacter le personnel, les bénévoles et leur famille (listes de rappel). Ainsi que celles pour contacter les spécialistes externes qui ont été désignés pour assister lors de la situation d’urgence.

#### Les collections, le bâtiment et les autres biens
Le plan d’urgence doit fournir les indications pour déterminer à quel moment on doit transférer ou évacuer les collections et qui est responsable de prendre cette décision. Ainsi que les procédures à suivre pour contacter les agents d’assurance, évaluer les dégâts et protéger le bâtiment et ses abords. En plus d’une liste de l’équipement nécessaire pour répondre au sinistre et où il est entreposé.

#### Critères à satisfaire pour assurer l'efficacité d'un plan d'urgence
Finalement, plusieurs critères doivent être satisfaits pour que, lors d’un sinistre, le plan d’urgence soit efficace. D'abord, le plan doit être activement soutenu par tous les niveaux hiérarchiques qu’il implique (directeur, conseil d’administration et le personnel). Ensuite, il doit être simple et être axé sur les situations les plus probables. D'autre part, il doit faire preuve de souplesse afin de pouvoir l’adapter aux situations imprévues. Également, le plan d’urgence doit être réaliste dans son évaluation des ressources de l’institution pour faire face à l’urgence. Finalement, le plan doit être simulé, au moins une fois par an, afin d’évaluer les procédures d’urgence. Si des lacunes sont observées, il faut prendre les actions nécessaires pour y remédier.

## Les principales catégories de risques et menaces
On peut identifier cinq grandes catégories de risques qui peuvent menacer la sécurité des contenus et des usagers de l'institution culturelle:
1. La sécurité interne et externe pour le bâtiment, les personnes et les collections[5].
2. Les menaces et dommages physiques que peuvent subir le bâtiment et les collections[5].
3. Les aléas climatiques et autres catastrophes naturelles qui peuvent causer des dommages tant au bâtiment que des blessures au personnel et aux usagers de l’institution[5].
4. Les personnes, tant les usagers que le personnel, qui peuvent causer des dommages aux collections, se blesser eux-mêmes ou blesser les autres[5].
5. La technologie, ou plutôt la perte de celle-ci, tant le matériel informatique (hardware) que les logiciels (software)[5].

Voici quelques exemples de risques: feu; inondation; vol; blessure; dommages subis par le bâtiment; dommage aux portes et/ou fenêtres du bâtiment; problèmes d’ordinateur ou virus; perte de courant; perte de réseau téléphonique/cellulaire; dysfonctionnement au niveau du système d’alarme ou panne totale de celui-ci; accident à l’extérieur du bâtiment; tornade, ouragan; tremblement de terre; blizzard; rafales de vent extrême et grêle.

## Rôles clés dans la planification d'un plan d'urgence
Élaborer, mettre en place et suivre un plan d’urgence est un travail qui implique plusieurs acteurs. Il est primordial que ceux-ci collaborent pour obtenir un résultat optimal.

### Leurs obligations et responsabilités

#### Directeur
Le directeur est responsable de définir la politique en matière de programmes d’urgence. Il doit nommer le RU, le CUR, le CIU et, au besoin, un coordinateur des communications. Il est responsable, avec le CUR, de la préparation d’une première analyse de vulnérabilité. Il est responsable de présenter cette analyse au conseil afin d’obtenir leur engagement. Il est également responsable d’établir le budget nécessaire et sert d’intermédiaire permanent entre le RU et le conseil. Il est le superviseur de la préparation de la liste des contacts, qui peut inclure des partenaires comme les agences, les organismes, les services locaux de police et pompier et d’autres établissements culturels. Finalement, il doit contrôler et guider la participation de la communauté et des médias dans le processus de planification.

#### Responsable des urgences (RU)
Le RU, en collaboration avec le directeur, doit nommer le CUR, le CIU et le coordinateur des communications. Il dirige le CUR et, en collaboration avec ce dernier, nomme les équipes des différents services et leur chef respectif. Il est chargé d’organiser et de diriger les exercices de simulation du personnel. Il doit également tenir le directeur informé de l’évolution de la situation. Après une catastrophe, il est responsable d’organiser des analyses rétrospectives.

#### Comité des urgences (CUR)
Le CUR est responsable de superviser les équipes des services et leur chef. Il collabore avec le RU, le CIU et les chefs d’équipe pour sélectionner les équipes d’intervention. Il est responsable de dresser la liste de contacts et d’établir des rapports avec ceux-ci. Tout comme il est responsable d’établir les relations avec le public et les médias et de les faire participer. Il est responsable de recenser les dangers à l’aide de la première analyse de vulnérabilité. Il doit distribuer les données sur les risques aux équipes de chaque service pour obtenir un rapport détaillé d’évaluation de la vulnérabilité des biens. Il doit tenir le RU informé des progrès des équipes et mettre en œuvre les mesures de prévention et préparation que les équipes lui ont recommandées. Finalement, il est responsable d’établir un plan d’intervention et un plan de rétablissement à partir des informations qu’il a reçues, de rédiger le plan d’urgence et de le distribuer.

#### Coordinateur de l’intervention en cas d’urgence (CIU)
Le CIU collabore avec le RU, le CUR et les chefs d’équipe pour sélectionner les équipes d’intervention. Il est responsable de mettre en œuvre les mesures de prévention recommandées par les équipes des différents services. Lors d’un sinistre, il doit établir et diriger le centre de crise.

#### Équipe de planification préventive dans les services
Il y a quatre équipes de planification préventive dans les services, soit une pour la sécurité, une pour les collections, une pour le bâtiment et l’entretien et finalement, une pour l’administration et les archives. Chaque groupe doit présenter deux rapports au CUR, soit une analyse de vulnérabilité et des biens et une description générale des procédures d’intervention. Les groupes d’intervention ont la responsabilité de contribuer aux mesures de prévention et de planification préventives, au plan d’intervention et au plan de rétablissement. Ils transmettent toutes les informations et données au CUR pour qu’il les intègre au plan d’urgence.

## Sites d'intérêt
- Le site de l'Unesco apporte les éléments principaux relativement à la prévention Les mesures préventives, le plan d'urgence, d'intervention et de remise en état
- « Consortium de sauvetage du patrimoine documentaire en cas de catastrophe »(Archive.org • Wikiwix • Archive.is • Google • Que faire ?)
- Le Comité français du bouclier bleu propose des fiches techniques pour aider à établir un plan d'urgence.
- Rédigez son plan d’urgence des collections patrimoniales en 10 étapes par le Comité français du bouclier bleu.
- La bibliographie commentée de l’Office de Coopération et d’Information Muséale de l’université de Bourgogne fournit des ressources pour élaborer un plan de prévention des sinistres et de sauvegarde des collections.
- L’institut national du patrimoine de France offre une bibliographie sur le plan de sauvegarde et d’urgence des biens culturels.
- Le Groupe d’Aide en cas de Sinistre Patrimonial offre une webographie afin de bien se documenter pour construire son plan de sauvegarde des biens culturels.
- Le ministère de la Culture (France) offre une rubrique sur le plan de sauvegarde des biens culturels avec des ressources documentaires.
- La Bibliothèque nationale de France (BNF) offre un ensemble de ressources pour la mise en place et le bon déroulement d’un plan de sauvegarde des collections en cas de sinistre.
- La norme ISO 21110 :2019 Information et documentation – Préparation et réponse aux situations d’urgence, fournit des lignes directrices pour la sauvegarde des collections d’archives et de bibliothèques en cas de sinistre.
- Le guide des ressources de l'American Library Association « Library Disaster Preparedness & Response ».